# عبد المحسن بريك
عبد المحسن بريك لاعب كرة قدم سعودي و يلعب في الوسط في نادي الصفا.
لعب في الفئات السنية في نادي الشباب ولعب بعدها في نادي المجزل ونادي العلا ونادي الصفا.